# Campionati del mondo di ciclismo su strada 2018 - Cronometro a squadre femminile
La cronometro a squadre femminile dei Campionati del mondo di ciclismo su strada 2018 si svolse il 23 settembre 2018 in Austria, con partenza da Ötztal ed arrivo ad Innsbruck, su un percorso totale di 54,1 km. La squadra tedesca Canyon-SRAM Racing vinse la gara con il tempo di 1h01'46"60 alla media di 52,544 km/h.
Dodici squadre preso parte alla gara, tutte completandola.

## Classifica
| Pos. | Squadra                         | Tempo      |
| ---- | ------------------------------- | ---------- |
| 1    | Canyon-SRAM Racing              | 1h01'46"60 |
| 2    | Boels-Dolmans Cycling Team      | a 21"90    |
| 3    | Team Sunweb                     | a 28"67    |
| 4    | Wiggle-High5                    | a 57"38    |
| 5    | Mitchelton-Scott                | a 1'29"77  |
| 6    | Team Virtu Cycling              | a 2'06"23  |
| 7    | BTC City Ljubljana              | a 3'08"44  |
| 8    | Valcar PBM                      | a 3'35"36  |
| 9    | BePink                          | a 3'36"10  |
| 10   | ALÉ-Cipollini                   | a 3'53"54  |
| 11   | Cogeas-Mettler Pro Cycling Team | a 3'56"69  |
| 12   | Parkhotel Valkenburg            | a 4'10"83  |